# Seelhaus

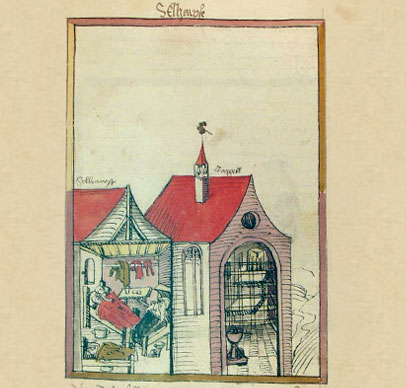
Seelhaus (links), in Vobacher Salbuch, um 1505

Ein Seelhaus (mittelhochdeutsch sēl-hūs) war eine Unterkunft für Seelweiber (Beginen) im Hochmittelalter. Seit dem 16. Jahrhundert bezeichnete es auch Armenunterkünfte. In einigen Gegenden wird damit ein Beinhaus bezeichnet.

## Häuser für Seelweiber
Seit etwa 1345 sind die ältesten Erwähnungen von Seelhäusern im süddeutschen Raum bekannt. In ihnen lebte eine Gemeinschaft von meist fünf bis acht Frauen (sēl-nunnen, Seelweiber), die sich einer Hausordnung unterstellten, aber kein Ordensgelübde ablegten. Diese beteten für das Seelenheil der Stifter und deren Familien. Außerdem begleiteten sie Sterbende mit Gebeten, verrichteten den Totendienst und pflegten Kranke.
Seelhäuser wurden meist von Privatpersonen gestiftet. Sie wurden von einem Vorsteher (seit etwa 1500 auch Seelmeister genannt) überwacht, der auch die rechtliche Vertretung übernahm. Im Haus leitete eine Meisterin (magistra) die Gemeinschaft.
Die Bezeichnung Seelhaus erschien wenige Jahre nach der ersten Verurteilung der Beginen  1312, offenbar, um eine weniger anstößige Bezeichnung für ein Beginenhaus zu haben. Die Strukturen und Aufgaben waren nach den erhaltenen Schriftquellen dieselben.

## Armenhäuser und Hospitäler
Seit dem 16. Jahrhundert waren Seelhäuser auch Unterkünfte für Arme und Kranke, Reisende, Pilger und kranke Handwerksgesellen. Diese wurden meist vom Stadtrat finanziert, manchmal auch von Privatpersonen oder Kirchengemeinden.

## Beispiele

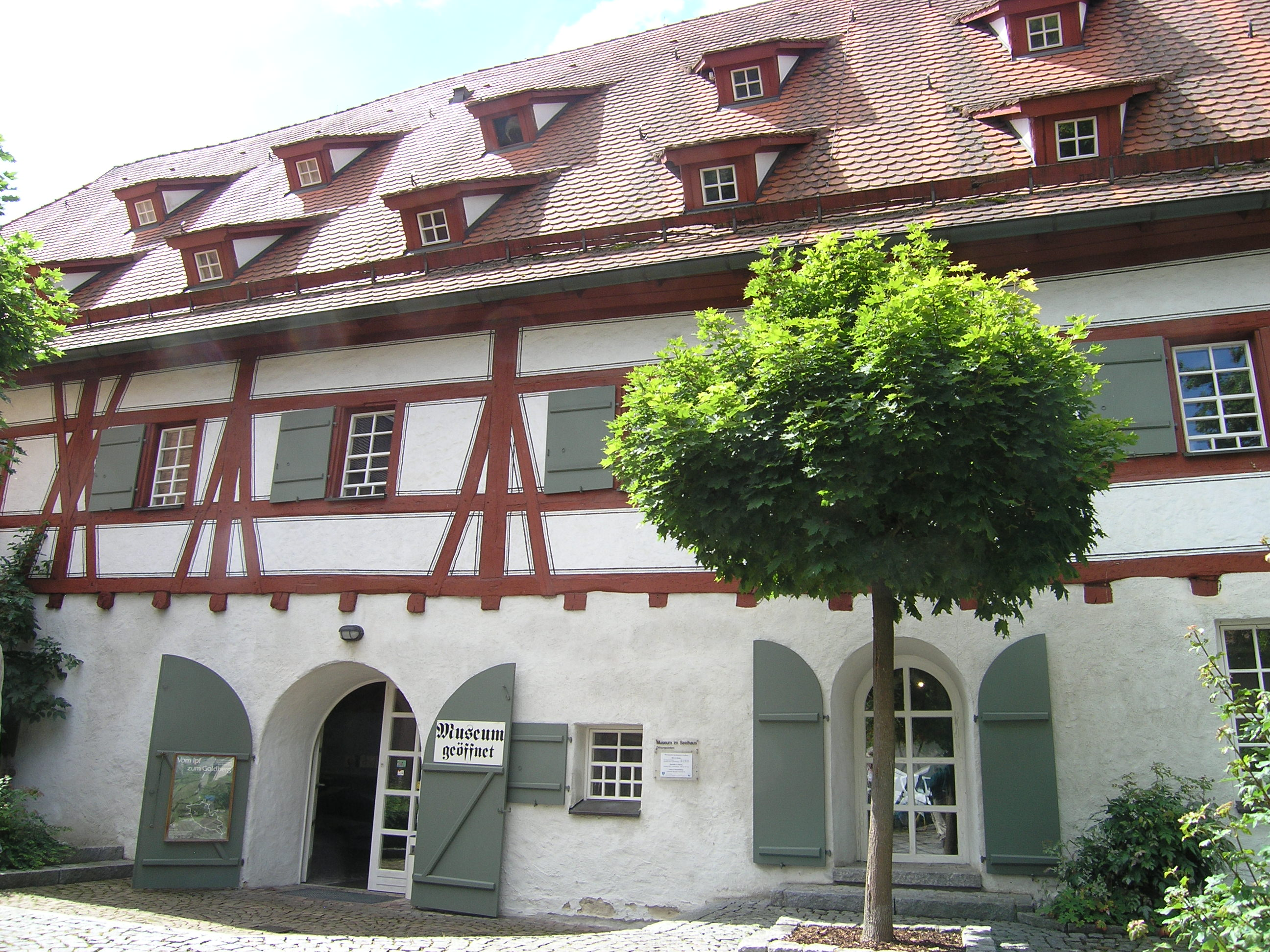
Seelhaus in Bopfingen

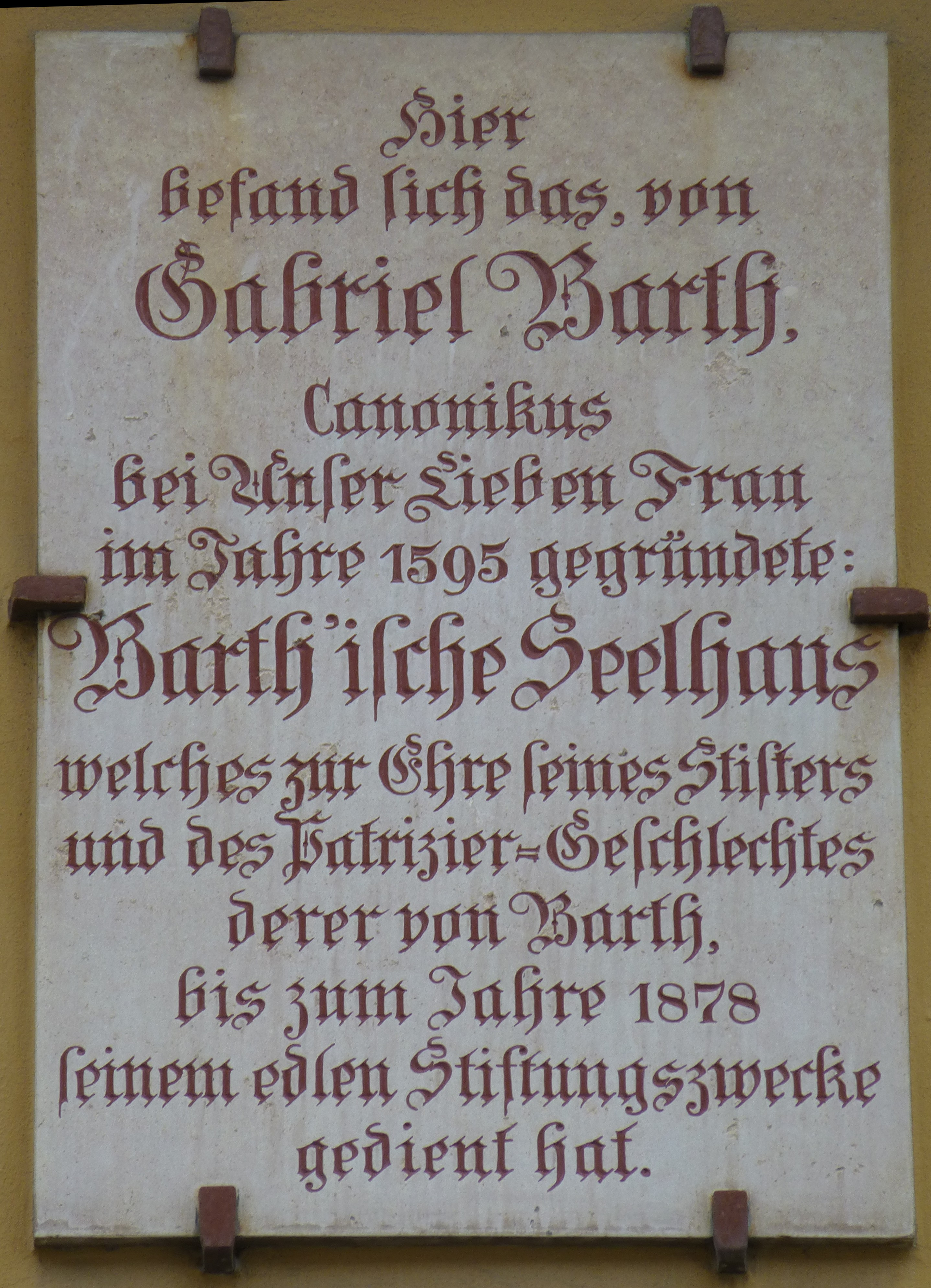
Bart'sches Seelhaus in München, Gedenktafel

Die Bezeichnung Seelhaus (domus animarum) war nur im süddeutschen Sprachraum gebräuchlich.
Bayern und Franken
Nürnberg (22 Häuser), Nördlingen (1453), Neustadt an der Aisch, Augsburg, Amberg (2 Häuser) Liste der Baudenkmäler in Amberg, Ulm, München, Memmingen
Österreich
Wien (Dominikanerplatz/Postgasse, und zwei weitere)
Schwaben
Bopfingen, Rothenburg ob der Tauber, Stuttgart
Sachsen
Meißen, Dresden, Freiberg, Kamenz, Oschatz